# Radoma
Radoma ist eine Gemeinde im Nordosten der Slowakei mit 425 Einwohnern (Stand 31. Dezember 2024), die im Okres Svidník, einem Kreis des Prešovský kraj sowie in der traditionellen Landschaft Šariš liegt.

## Geographie

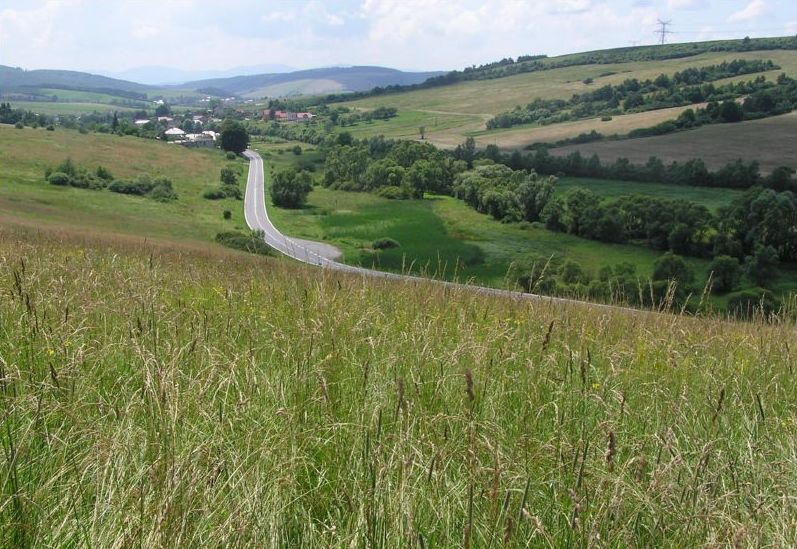
Radoma

Die Gemeinde befindet sich in den Niederen Beskiden, noch genauer im Bergland Ondavská vrchovina, im Tal der Radomka im Einzugsgebiet der Topľa. Das Ortszentrum liegt auf einer Höhe von 243 m n.m. und ist 13 Kilometer von Giraltovce sowie 16 Kilometer von Svidník entfernt.
Nachbargemeinden sind Šarišský Štiavnik im Norden, Šandal im Osten und Okrúhle (Hauptort und Ortsteil Šapinec) im Süden und Westen.

## Geschichte
Radoma wurde zum ersten Mal 1272 als Radoma beziehungsweise Rodamyn schriftlich erwähnt und lag damals im königlichen Jagdrevier der Herrschaft der Burg Scharosch. 1274 wurde das Dorf Besitz des Geschlechts Thököly und Sitz der Herrschaft Radoma, das Geschlechts Cudar erhielt im Jahr 1352 die Kontrolle über die Herrschaft. 1427 wurden 60 Porta verzeichnet, somit war Radoma verhältnismäßig ein großes Dorf. In der zweiten Hälfte des 15. und im 16. Jahrhundert war Radoma Teil des Herrschaftsgebietes von Makovica. Den damaligen Gut der Familie Somosy kam im 17. Jahrhundert zum Geschlecht Rákóczi, im 19. Jahrhundert Szirmay sowie anderen Familien.
1787 hatte die Ortschaft 45 Häuser und 413 Einwohner, 1828 zählte man 56 Häuser und 429 Einwohner, die als Landwirte, Viehhalter und Waldarbeiter beschäftigt waren. Von 1850 bis 1880 wanderten Einwohner in beträchtlichem Maße aus.
Bis 1918 gehörte der im Komitat Sáros liegende Ort zum Königreich Ungarn und kam danach zur Tschechoslowakei beziehungsweise heute Slowakei. Auch in der Zeit der ersten tschechoslowakischen Republik war Radoma ein landwirtschaftlich geprägtes Dorf. Nach dem Zweiten Weltkrieg pendelte ein Großteil der Einwohner zur Arbeit in Industriebetriebe in Giraltovce, Svidník und Košice.

## Bevölkerung
| Jahr                | 1994 | 2004    | 2014    | 2024    |
| ------------------- | ---- | ------- | ------- | ------- |
| Anzahl der Personen | 426  | 439     | 435     | 425     |
| Unterschied         |      | +3,05 % | −0,91 % | −2,29 % |

| Jahr                | 2023 | 2024    |
| ------------------- | ---- | ------- |
| Anzahl der Personen | 422  | 425     |
| Unterschied         |      | +0,71 % |

Gemäß der Volkszählung 2011 wohnten in Radoma 453 Einwohner, davon 408 Slowaken, sechs Ukrainer, jeweils vier Polen und Russinen, zwei Roma und ein Tscheche. Ein Einwohner gab eine andere Ethnie an und 27 Einwohner machten keine Angabe zur Ethnie.
360 Einwohner bekannten sich zur römisch-katholischen Kirche, 45 Einwohner zur griechisch-katholischen Kirche sowie jeweils ein Einwohner zur Evangelischen Kirche A. B. und zur orthodoxen Kirche. Vier Einwohner waren konfessionslos und bei 42 Einwohnern wurde die Konfession nicht ermittelt.

## Bauwerke
- römisch-katholische Kirche Maria vom Rosenkranz im klassizistischen Stil aus den Jahren 1792–97[5]

## Verkehr
Durch Radoma führt die Cesta I. triedy 21 („Straße 1. Ordnung“) von Lipníky zur polnischen Grenze bei Vyšný Komárnik, als Teil der E 371.